# Hammerspitze
La Hammerspitze est une montagne qui s’élève à 2 641 m d’altitude dans les Alpes de Stubai, en Autriche.